# Kadathi, Harapanahalli
Kadathi là một làng thuộc tehsil Harapanahalli, huyện Davanagere, bang Karnataka, Ấn Độ.